# Запис Арсића споменик (Црни Врх)
Запис Арсића споменик (Црни Врх) се налази на парцели чији је власник Арсић Смиља.

## Локација
| Општина             | Медвеђа                                                                     |
| Катастарска општина | Црни Врх                                                                    |
| Потес               | Река                                                                        |
| Координате          | 42° 52′ 55″ С; 21° 36′ 20″ И / 42.881999999999998° С; 21.605599999999999° И |
| Надморска висина    | 345m                                                                        |

## Карактеристике
Дендрометријске вредности утврђене на терену и сателитским снимцима:
| Стабло                     | Споменик |
| Висина стабла              | m        |
| Обим дебла                 | m        |
| Пречник крошње             | 0m       |
| Пречник дебла              | m        |
| Висина дебла до прве гране | m        |

## База записа
Запис је у оквиру Викимедија пројекта "Запис - Свето дрво" заведен под редним бројем 1180.